# Liga Europeia de Hóquei em Patins de 2016–17
A Liga Europeia de 2016–17 foi a 52ª edição da Liga Europeia organizada pelo CERH.
O seu sorteio realizou-se em 10 de setembro de 2016 na "Casa de la Cultura" em Mieres espanha.

## Equipas da Liga Europeia 2016—17
As equipas classificadas são: 
| Equipas - Fase de Grupos | Equipas - Fase de Grupos | Equipas - Fase de Grupos | Equipas - Fase de Grupos |
| ------------------------ | ------------------------ | ------------------------ | ------------------------ |
| FC Barcelona             | SL Benfica               | HC Forte dei Marmi       | La Vendéenne             |
| CP Vic                   | FC Porto                 | Amatori Lodi             | SA Mérignac              |
| Liceo da Coruña          | UD Oliveirense           | Hockey Breganze          | HC Quévert               |
| Reus Deportiu            | Sporting CP              | Hockey Bassano           | RHC Diessbach            |

## Fase de Grupos

### Grupo A
| Pos | Equipe        | Pts | J | V | E | D | GP | GC | SG  | Classificado                 |     | BEN | VIC | LOD | DIE  |
| --- | ------------- | --- | - | - | - | - | -- | -- | --- | ---------------------------- | --- | --- | --- | --- | ---- |
| 1   | Benfica (A)   | 13  | 5 | 4 | 1 | 0 | 25 | 18 | +7  | Avança para Quartos de Final |     | —   | 3–2 | 7–3 | –    |
| 2   | Vic           | 8   | 5 | 2 | 2 | 1 | 27 | 12 | +15 | Avança para Quartos de Final |     | 4–4 | —   | 2–2 | 10–1 |
| 3   | Amatori Lodi  | 7   | 5 | 2 | 1 | 2 | 24 | 22 | +2  |                              |     | 6–7 | –   | —   | 8–3  |
| 4   | Diessbach (E) | 0   | 5 | 0 | 0 | 5 | 12 | 36 | −24 |                              | 3–4 | 2–9 | 3–5 | —   |      |

### Grupo B
| Pos | Equipe        | Pts | J | V | E | D | GP | GC | SG  | Classificado                 |     | BAR | POR | BAS  | MER |
| --- | ------------- | --- | - | - | - | - | -- | -- | --- | ---------------------------- | --- | --- | --- | ---- | --- |
| 1   | Barcelona (A) | 12  | 5 | 4 | 0 | 1 | 27 | 10 | +17 | Avança para Quartos de Final |     | —   | 3–1 | 14–3 | –   |
| 2   | Porto (A)     | 10  | 5 | 3 | 1 | 1 | 14 | 10 | +4  | Avança para Quartos de Final |     | 2–1 | —   | –    | 1–1 |
| 3   | Bassano (E)   | 6   | 5 | 2 | 0 | 3 | 21 | 27 | −6  |                              |     | 2–3 | 3–4 | —    | 6–4 |
| 4   | Mérignac (E)  | 1   | 5 | 0 | 1 | 4 | 11 | 26 | −15 |                              | 2–6 | 2–6 | 2–7 | —    |     |

### Grupo C
| Pos | Equipe              | Pts | J | V | E | D | GP | GC | SG  | Classificado                 |     | REU | FOR | SPO | QUE |
| --- | ------------------- | --- | - | - | - | - | -- | -- | --- | ---------------------------- | --- | --- | --- | --- | --- |
| 1   | Reus Deportiu (A)   | 15  | 5 | 5 | 0 | 0 | 22 | 15 | +7  | Avança para Quartos de Final |     | —   | 7–5 | 3–2 | 5–4 |
| 2   | Forte dei Marmi (A) | 9   | 5 | 3 | 0 | 2 | 25 | 23 | +2  | Avança para Quartos de Final |     | 2–4 | —   | 3–1 | –   |
| 3   | Sporting (E)        | 6   | 5 | 2 | 0 | 3 | 17 | 16 | +1  |                              |     | –   | 5–7 | —   | 5–1 |
| 4   | Dinan–Quévert (E)   | 0   | 5 | 0 | 0 | 5 | 15 | 25 | −10 |                              | 2–3 | 6–8 | 2–4 | —   |     |

### Grupo D
| Pos | Equipe              | Pts | J | V | E | D | GP | GC | SG | Classificado                 |     | OLI | LIC | BRE | VEN |
| --- | ------------------- | --- | - | - | - | - | -- | -- | -- | ---------------------------- | --- | --- | --- | --- | --- |
| 1   | Oliveirense (A)     | 15  | 5 | 5 | 0 | 0 | 24 | 16 | +8 | Avança para Quartos de Final |     | —   | 2–1 | –   | 4–2 |
| 2   | Liceo La Coruña (A) | 9   | 5 | 3 | 0 | 2 | 24 | 18 | +6 | Avança para Quartos de Final |     | 6–7 | —   | 5–2 | –   |
| 3   | Breganze (E)        | 2   | 5 | 0 | 2 | 3 | 19 | 26 | −7 |                              |     | 3–4 | 4–7 | —   | 4–4 |
| 4   | La Vendéenne (E)    | 2   | 5 | 0 | 2 | 3 | 19 | 26 | −7 |                              | 4–7 | 3–5 | 6–6 | —   |     |

## Quartos de Final
A 1ª mão foi disputada a 11 de março enquanto a 2ª mão foi disputada a 1 de abril de 2017.
| Equipe 1        | Total | Equipe 2      | 1.º jogo | 2.º jogo |
| --------------- | ----- | ------------- | -------- | -------- |
| Liceo La Coruña | 4-9   | Benfica       | 2–3      | 2–6      |
| Forte dei Marmi | 5-6   | FC Barcelona  | 1–3      | 4–3      |
| FC Porto        | 9-11  | Reus Deportiu | 7–7      | 2–4G     |
| CP Vic          | 6-8   | Oliveirense   | 3–5      | 3–3      |

### Final four
A final four foi disputada a 13 e 14 de Maio de 2017.
|  | Meias Finais      | Meias Finais |   |  | Final         | Final |  |
|  |                   |              |   |  |               |       |  |
|  | 13 May 2017 –     |              |   |  |               |       |  |
|  | Benfica (pen)     | 4 (1)        |   |  |               |       |  |
|  | Reus Deportiu     | 4 (2)        |   |  |               |       |  |
|  |                   |              |   |  |               |       |  |
|  |                   |              |   |  | 14 May 2017 – |       |  |
|  |                   |              |   |  | Reus Deportiu | 4     |  |
|  |                   | Oliveirense  | 1 |  |               |       |  |
|  |                   |              |   |  |               |       |  |
|  |                   |              |   |  |               |       |  |
|  |                   |              |   |  |               |       |  |
|  | 13 May 2017 –     |              |   |  |               |       |  |
|  | FC Barcelona      | 0            |   |  |               |       |  |
|  | Oliveirense (pro) | 1            |   |  |               |       |  |

Todos os horários no fuso horário local (UTC+01:00).

#### Meias finais
| 13 Maio 2017 | Barcelona | 0–1 (pro)               | Oliveirense           | Pavelló Barris Nord, Lleida                       |
| 17:15        |           | report[ligação inativa] | Ricardo Barreiros 56' | Público: Alessandro Eccelsi, Filippo Fronte (ITA) |

| 13 Maio 2017 | Benfica                                                        | 4–4 (pro.)              | Reus                                                                          | Pavelló Barris Nord, Lleida                          |
| 19:30        | Albert Casanovas 1', 22' · Raül Marín 13' · Matías Platero 42' | report[ligação inativa] | Diogo Rafael 3' · João Rodrigues 11' · Carlos Nicolía 36' · Jordi Adroher 40' | Árbitro: Massimiliano Carmazzi, Franco Ferrari (ITA) |

|                                                                       |     | Penalidades                                                       |  |
| Miguel Rocha Jordi Adroher João Rodrigues Carlos Nicolía Valter Neves | 1–2 | Raül Marín Àlex Rodríguez Marc Torra Joan Salvat Albert Casanovas |  |

#### Final
| 14 Maio 2017 | Reus                                                       | 4–1    | Oliveirense       | Pavelló Barris Nord, Lleida                       |
| 16:00        | Raül Marín 2' · Albert Casanovas 33' · Marc Torra 40', 41' | report | Pablo Cancela 25' | Árbitro: Filippo Fronte, Alessandro Eccelsi (ITA) |